# Feuerschiff Jasmund

Feuerschiff Bremen II, vormals Jasmund, aufgenommen 1938

Das Feuerschiff Jasmund war ein 1911/1912 gebautes Feuerschiff.
Der Bau des Feuerschiffs Jasmund wurde vom Minister der öffentlichen Arbeiten in Berlin (Nautisches Departement im Reichsmarineamtes, Regierungspräsident Stralsund, Königliches Wasserbauamt Ost, Stralsund) angeordnet. Das Schiff sollte vor Rügen anstelle der Jasmund-Außentonne ausgelegt werden. Bis zu seiner Fertigstellung durch die Werft Jos. L. Meyer, Papenburg/Ems, diente das Reserve-Feuerschiff Reserve-Sonderburg, Baujahr 1906, zur Bezeichnung des Kurswechsels der Linie Saßnitz–Trelleborg. Das Feuerschiff Jasmund war ein rot lackiertes, zweimastiges Schiff mit Bugspriet. An beiden Seiten war in weiß der Stationsname angebracht. An beiden Masten befanden sich Gaffeln, weiterhin an der Spitze des Laternenmastes ein roter Ball von 1,50 Meter Durchmesser.
Das Feuerschiff Jasmund wurde am 10. März 1912 vor Jasmund, etwa zwei Seemeilen ostnordöstlich vom Ranzow-Leuchtfeuer auf der Position 54° 36′ N, 13° 41′ O ausgelegt. Als Kriegsfeuerschiff D war das Schiff während des Ersten Weltkriegs der Kaiserlichen Marine unterstellt. Es lag unter anderem bis zum 20. März 1918 am Jadebusen vor Anker, vom 20. März bis zum 3. Dezember 1918 nahm es an der Dagö-Ösel-Unternehmung teil.
1925 wurde die Station Jasmund aufgehoben und das Schiff an die Wasserstraßendirektion Bremen übergeben. Es bezog unter Umbenennung in Bremen II westlich der Tegeler Plate die Station Bremen auf 14 Meter Wassertiefe (Position: 53° 47′ N, 8° 9′ O) und ersetzte dort das dreimastige Feuerschiff Bremen. Als Tageszeichen zeigte sie ein schwarzes, über Eck gestelltes Viereck im Vortopp.
Nach der Übernahme durch die Kriegsmarine 1939 als Leuchtschiff R bezog das Schiff weiterhin Stellung in der Wesermündung, am 9. Oktober 1942 als Wachschiff 21 im Großen Belt, später diente es als DKP 37 der Küstenschutzflottille, bis zum Kriegsende schließlich als Vorpostensicherungsschiff VS 249. 1945 konnte das Schiff wieder nach Bremen überführt werden, am 13. Januar 1949 wurde es auf der Friedensposition am Ort der eingezogenen Leuchttonne LS/R wieder ausgelegt. Nach seiner Außerdienststellung am 26. März 1954 wurde es schließlich am 15. Oktober 1957 bei der Firma Eisen & Metall in Bremerhaven abgewrackt.